# Episodi di Power Rangers Ninja Storm
La prima e unica stagione della serie televisiva Power Rangers Ninja Storm è composta da 38 episodi, andati in onda negli Stati Uniti su ABC dal febbraio 2003 e in Italia su Fox Kids dal 1º novembre 2004.
| n° | Titolo originale                    | Titolo italiano                          | Prima TV USA      | Prima TV Italia  |
| -- | ----------------------------------- | ---------------------------------------- | ----------------- | ---------------- |
| 1  | Prelude to a Storm                  | L'Accademia Ninja                        | 15 febbraio 2003  | 1º novembre 2004 |
| 2  | There's No 'I' in Team              | La Pergamena Del Potere                  | 15 febbraio 2003  |                  |
| 3  | Beauty and the Beach                | Sfida Sulla Spiaggia                     | 22 febbraio 2003  |                  |
| 4  | Looming Thunder                     | Due Strani Amici                         | 1 marzo 2003      |                  |
| 5  | Thunder Strangers: Part I           | Thunder Rangers (Parte 1)                | 8 marzo 2003      |                  |
| 6  | Thunder Strangers: Part II          | Thunder Rangers (Parte 2)                | 15 marzo 2003     |                  |
| 7  | Thunder Strangers: Part III         | Thunder Rangers (Parte 3)                | 22 marzo 2003     |                  |
| 8  | Nowhere to Grow                     | Minaccia Vegetale                        | 29 marzo 2003     |                  |
| 9  | Snip It, Snip It Good               | Lo Sforbiciatore                         | 19 settembre 2003 |                  |
| 10 | Return of Thunder Rangers: Part I   | Il Ritorno Dei Thunder Rangers (Parte 1) | 12 aprile 2003    |                  |
| 11 | Return of Thunder Rangers: Part II  | Il Ritorno Dei Thunder Rangers (Parte 2) | 19 aprile 2003    |                  |
| 12 | Return of Thunder Rangers: Part III | Il Ritorno Dei Thunder Rangers (Parte 3) | 26 aprile 2003    |                  |
| 13 | Return of Thunder Rangers: Part IV  | Il Ritorno Dei Thunder Rangers (Parte 4) | 3 maggio 2003     |                  |
| 14 | Boxing Bopp-a-roo                   | Lavoro Di Squadra E Competizione         | 10 maggio 2003    |                  |
| 15 | Pork Chopped                        | Trappola Per I Thunders                  | 16 maggio 2003    |                  |
| 16 | The Samurai's Journey: Part I       | Il Viaggio Del Samurai (Parte 1)         | 23 maggio 2003    |                  |
| 17 | The Samurai's Journey: Part II      | Il Viaggio Del Samurai (Parte 2)         | 31 maggio 2003    |                  |
| 18 | The Samurai's Journey: Part III     | Il Viaggio Del Samurai (Parte 3)         | 7 giugno 2003     |                  |
| 19 | Scent of a Ranger                   | Profumo Di Ranger                        | 14 giugno 2003    |                  |
| 20 | I Love Lothor                       | Tutte Pazze Per Lothor                   | 21 giugno 2003    |                  |
| 21 | Good Will Hunter                    | Hunter, Il Buono                         | 28 giugno 2003    |                  |
| 22 | All About Beevil                    | Marah, La Supercattiva                   | 5 luglio 2003     |                  |
| 23 | Sensei Switcheroo                   | Sensei Ranger                            | 26 luglio 2003    |                  |
| 24 | Tongue and Cheek                    | Dustin Super Star                        | 2 agosto 2003     |                  |
| 25 | Brothers in Arms                    | Perry, Lo Sfasato...                     | 2 agosto 2003     |                  |
| 26 | Shane's Karma: Part I               | Shane E Il Suo Karma (Parte 1)           | 8 settembre 2003  |                  |
| 27 | Shane's Karma: Part II              | Shane E Il Suo Karma (Parte 2)           | 9 agosto 2003     |                  |
| 28 | Shimazu Returns: Part I             | Il Ritorno Di Shimazu (Parte 1)          | 16 agosto 2003    |                  |
| 29 | Shimazu Returns: Part II            | Il Ritorno Di Shimazu (Parte 2)          | 23 agosto 2003    |                  |
| 30 | The Wild Wipeout                    | Dimensioni Parallele                     | 20 settembre 2003 |                  |
| 31 | Double-Edged Blake                  | Il Segreto Di Blake                      | 27 settembre 2003 |                  |
| 32 | Eye of the Storm                    | L'Occhio Che Intrappola                  | 27 settembre 2003 |                  |
| 33 | General Deception: Part I           | L'Inganno Del Generale (Parte 1)         | 4 ottobre 2003    |                  |
| 34 | General Deception: Part II          | L'Inganno Del Generale (Parte 2)         | 4 ottobre 2003    |                  |
| 35 | A Gem of a Day                      | I Frammenti Della Gemma                  | 18 ottobre 2003   |                  |
| 36 | Down and Dirty                      | Fratelli Contro                          | 18 ottobre 2003   |                  |
| 37 | Storm Before the Calm: Part I       | La Quiete Dopo La Tempesta (Parte 1)     | 15 novembre 2003  |                  |
| 38 | Storm Before the Calm: Part II      | La Quiete Dopo La Tempesta (Parte 2)     | 15 novembre 2003  |                  |